# Mario et Sonic aux Jeux olympiques de Rio 2016
 (juin 2016).
Mario et Sonic aux Jeux olympiques de Rio 2016 (Mario & Sonic at the Rio 2016 Olympic Games) est un jeu vidéo de sports et de type party game développé par Sega Sports R&D, sorti en 2016 sur Nintendo 3DS, Wii U et borne d'arcade,,. Il s'agit du cinquième jeu de la série Mario et Sonic aux Jeux olympiques et est basé sur les Jeux olympiques de 2016 à Rio.

## Système de jeu

### Compétitions
La version Nintendo 3DS dispose de quatorze épreuves olympiques : 100 mètres, 110 mètres haies, lancer de javelot, saut en longueur, 100 mètres nage libre, tennis de table, équitation, football, gymnastique rythmique, boxe, tir à l'arc, BMX, golf et volley-ball. Toutes ces épreuves sont déclinables en épreuves Rêve dans lesquelles des éléments des univers Super Mario et Sonic the Hedgehog sont ajoutés. De plus, à part Mario, Sonic et le Mii, les personnages ne sont jouables que dans certaines épreuves qui leur sont spécifiques, comme dans la version Nintendo 3DS de Mario et Sonic aux Jeux olympiques de Londres 2012.
La version Wii U dispose de quatorze épreuves olympiques également : 100 mètres, Relais 4x100 mètres, Lancer de Javelot, Triple Saut, 100 mètres nage libre, Tennis de Table, Équitation - Saut d'obstacles, Football, Rugby, Volley, Boxe, Tir à l'arc, BMX et Gymnastique Ryhthmique (Massues). Il existe également 3 épreuves Rêve, comprenant des éléments des univers de Mario et Sonic et possédant des règles sensiblement différentes et proches à la fois des épreuves originelles: Foot Rêve, Rugby Rêve et Volley Rêve. Tous les personnages sont jouables dans toutes les épreuves, mis à part les nouveaux venus qui eux, ne sont disponibles que dans une seule en tant que personnage invité.

### Personnages
Tous les personnages jouables dans les opus précédents sont présents dans celui-ci. 21 nouveaux personnages sont également introduits, à savoir Diddy Kong, Skelerex, Carottin, Harmonie, Birdo, Bowser Skelet, Larry, Roy, Wendy, Ludwig, et Toad de Super Mario et Rouge, Omega, Cream, Espio, Jet, Wave, Eggman Nega, Zazz, Zavok et Sticks de Sonic the Hedgehog.
Sur 3DS, les caractéristiques des personnages sont l'habileté, la puissance, l'endurance et la vitesse (qui déterminera si le personnage est puissant, rapide, technique ou polyvalent). 
Sur Wii U, 3 caractéristiques différentes sont présentées dans chaque sport (par exemple, au 100 m, il y a le Turbo Boost, la Vitesse et la Charge Boost, et, au Rugby, le Plaquage, la Vitesse et l'Esquive). La 1re caractéristique concerne la puissance du personnage (Turbo Boost, Plaquage, Smash, etc.), la seconde concerne la vitesse (Vitesse, Déplacements, Vitesse de nage...) et la troisième concerne l'habileté (Charge Boost, Détente, Interception, Effet de balle...). Un personnage puissant verra sa première caractéristique (puissance) très élevée, sa seconde (vitesse) très faible et sa troisième (habileté) moyenne. Un personnage habile possèdera une première caractéristique très faible (puissance), une seconde (vitesse) moyenne et sa troisième très forte (habileté). Un personnage de type vitesse possèdera une première caractéristique moyenne (puissance), une seconde très élevée (vitesse) et sa troisième très faible (habileté). Enfin, un personnage complet possèdera les 3 caractéristiques à un niveau moyen.
| Vétérans (Mario) | Complet       | Puissance      | Habileté   | Vitesse           |                 | Vétérans (Sonic) | Vitesse   | Habileté    | Complet     | Puissance |
| Vétérans (Mario) | Mario         | Bowser         | Peach      | Yoshi             | Sonic           | Vétérans (Sonic) | Tails     | Amy         | Knuckles    |           |
| Vétérans (Mario) | Luigi         | Wario          | Waluigi    | Daisy             | Shadow          | Vétérans (Sonic) | Dr Eggman | Blaze       | Vector      |           |
| Vétérans (Mario) | Bowser Jr.    | Donkey Kong    |            |                   | Metal Sonic     | Vétérans (Sonic) | Silver    |             |             |           |
| Invités (Mario)  | Birdo (3DS)   | Wendy          | Diddy Kong | Carottin          | Invités (Sonic) | Jet              | Rouge     | Cream (3DS) | Zavok       |           |
| Invités (Mario)  |               | Harmonie       | Larry      | Toad (Wii U)      | Invités (Sonic) | Wave             | Espio     |             | Omega (3DS) |           |
| Invités (Mario)  | Bowser Skelet | Skelerex (3DS) |            | Zazz              | Invités (Sonic) | Sticks           |           |             |             |           |
| Invités (Mario)  | Roy (3DS)     | Ludwig (3DS)   |            | Eggman Nega (3DS) | Invités (Sonic) |                  |           |             |             |           |

Certains personnages possèdent parfois des caractéristiques différentes entre la version 3DS et Wii U. Certains sont même disponibles uniquement sur un support de jeu et non sur l'autre.

#### Épreuves
14 épreuves olympiques et 14 épreuves "extra" (Rêve) sont présentes dans cet opus de la série pour la version 3DS.  
Sur 3DS, seuls Mario, Sonic et le Mii sont jouables dans toutes les épreuves; les autres personnages présents déjà à Sotchi 2014 sont chacun disponibles dans 2 épreuves (ex : Luigi jouable en Haies et en Tennis de table uniquement), et les nouveaux venus, eux, ne sont disponibles que dans une seule épreuve (ex : Harmonie jouable seulement en Gymnastique). 
Liste épreuves Wii U
| Discipline             | Épreuve                     | Personnage invité | Lieu de l'épreuve (Rio)         |
| ---------------------- | --------------------------- | ----------------- | ------------------------------- |
| Athlétisme sur piste   | 100 mètres                  | Carottin          | Stade Olympique - Piste         |
| Athlétisme sur piste   | Relais 4x100 mètres         | Toad              | Stade Olympique - Piste         |
| Athlétisme sur terrain | Triple saut                 | Espio             | Stade Olympique - Aire centrale |
| Athlétisme sur terrain | Lancer du javelot           | Bowser Skelet     | Stade Olympique - Aire centrale |
| Gymnastique            | Rythmique - Massues         | Harmonie          | Arène Olympique                 |
| Natation               | 100 mètres nage libre       | Wendy Koopa       | Centre aquatique de Deodoro     |
| Volleyball             | Volleyball de plage         | Rouge             | Plage de Copacabana             |
| Volleyball             | Duel de Volleyball de plage | Rouge             | Carnaval de Rio                 |
| Cyclisme               | BMX                         | Wave              | Centre olympique de BMX         |
| Football               | Football                    | Jet               | Maracana                        |
| Football               | Duel de Football            | Jet               | Place de l'Apothéose            |
| Équitation             | Saut d'obstacles            | Larry Koopa       | Centre national d'Équitation    |
| Tennis de table        | Simple                      | Zazz              | Rio Centro - Pavillon 4         |
| Boxe                   | Anglaise                    | Zavok             | Rio Centro - Pavillon 3         |
| Rugby                  | Rugby à sept                | Diddy Kong        | Stade de Rugby                  |
| Rugby                  | Duel de Rugby à sept        | Diddy Kong        | Le lac Rodriguo de Freitas      |
| Tir olympique          | Tir à l'arc                 | Sticks            | Sambodrome                      |

Liste épreuves 3DS (et personnages jouables)
| Discipline             | Épreuve                     | Personnages jouables                           | Personnages jouables | Personnages jouables | Personnages jouables | Personnage secret |
| ---------------------- | --------------------------- | ---------------------------------------------- | -------------------- | -------------------- | -------------------- | ----------------- |
| Athlétisme sur piste   | 100 mètres                  | Mario / Sonic / Mii (dans toutes les épreuves) | Yoshi                | Shadow               | Métal Sonic          | Carottin          |
| Athlétisme sur piste   | 100 mètres Extra            | Mario / Sonic / Mii (dans toutes les épreuves) | Yoshi                | Shadow               | Métal Sonic          | Carottin          |
| Athlétisme sur piste   | 110 mètres haies            | Mario / Sonic / Mii (dans toutes les épreuves) | Luigi                | Dr Eggman            | Silver               | Diddy Kong        |
| Athlétisme sur piste   | 110 mètres haies Extra      | Mario / Sonic / Mii (dans toutes les épreuves) | Luigi                | Dr Eggman            | Silver               | Diddy Kong        |
| Athlétisme sur terrain | Saut en longueur            | Mario / Sonic / Mii (dans toutes les épreuves) | Bowser Jr.           | Waluigi              | Espio                | Eggman Nega       |
| Athlétisme sur terrain | Saut en longueur Extra      | Mario / Sonic / Mii (dans toutes les épreuves) | Bowser Jr.           | Waluigi              | Espio                | Eggman Nega       |
| Athlétisme sur terrain | Lancer du javelot           | Mario / Sonic / Mii (dans toutes les épreuves) | Wario                | Omega                | Knuckles             | Bowser Skelet     |
| Athlétisme sur terrain | Lancer du javelot Extra     | Mario / Sonic / Mii (dans toutes les épreuves) | Wario                | Omega                | Knuckles             | Bowser Skelet     |
| Natation               | 100 mètres nage libre       | Mario / Sonic / Mii (dans toutes les épreuves) | Peach                | Tails                | Amy                  | Wendy Koopa       |
| Natation               | 100 mètres nage libre Extra | Mario / Sonic / Mii (dans toutes les épreuves) | Peach                | Tails                | Amy                  | Wendy Koopa       |
| Gymnastique            | Rythmique - Cerceau         | Mario / Sonic / Mii (dans toutes les épreuves) | Daisy                | Amy                  | Blaze                | Harmonie          |
| Gymnastique            | Gymnastique rythmique Extra | Mario / Sonic / Mii (dans toutes les épreuves) | Daisy                | Amy                  | Blaze                | Harmonie          |
| Volleyball             | Beach Volley - Doubles      | Mario / Sonic / Mii (dans toutes les épreuves) | Cream                | Donkey Kong          | Tails                | Roy Koopa         |
| Volleyball             | Volleyball de plage Extra   | Mario / Sonic / Mii (dans toutes les épreuves) | Cream                | Donkey Kong          | Tails                | Roy Koopa         |
| Tennis de table        | Simple                      | Mario / Sonic / Mii (dans toutes les épreuves) | Vector               | Luigi                | Ludwig Koopa         | Zazz              |
| Tennis de table        | Tennis de table Extra       | Mario / Sonic / Mii (dans toutes les épreuves) | Vector               | Luigi                | Ludwig Koopa         | Zazz              |
| Football               | Football                    | Mario / Sonic / Mii (dans toutes les épreuves) | Yoshi                | Daisy                | Shadow               | Jet               |
| Football               | Football Extra              | Mario / Sonic / Mii (dans toutes les épreuves) | Yoshi                | Daisy                | Shadow               | Jet               |
| Golf                   | Golf                        | Mario / Sonic / Mii (dans toutes les épreuves) | Peach                | Bowser               | Vector               | Rouge             |
| Golf                   | Golf Extra                  | Mario / Sonic / Mii (dans toutes les épreuves) | Peach                | Bowser               | Vector               | Rouge             |
| Tir olympique          | Tir à l'arc                 | Mario / Sonic / Mii (dans toutes les épreuves) | Wario                | Birdo                | Silver               | Sticks            |
| Tir olympique          | Tir à l'arc Extra           | Mario / Sonic / Mii (dans toutes les épreuves) | Wario                | Birdo                | Silver               | Sticks            |
| Cyclisme               | BMX                         | Mario / Sonic / Mii (dans toutes les épreuves) | Waluigi              | Métal Sonic          | Skelerex             | Wave              |
| Cyclisme               | BMX Extra                   | Mario / Sonic / Mii (dans toutes les épreuves) | Waluigi              | Métal Sonic          | Skelerex             | Wave              |
| Équitation             | Saut d'obstacles            | Mario / Sonic / Mii (dans toutes les épreuves) | Bowser Jr.           | Dr Eggman            | Blaze                | Larry Koopa       |
| Équitation             | Sports équestres Extra      | Mario / Sonic / Mii (dans toutes les épreuves) | Bowser Jr.           | Dr Eggman            | Blaze                | Larry Koopa       |
| Boxe                   | Boxe anglaise               | Mario / Sonic / Mii (dans toutes les épreuves) | Bowser               | Donkey Kong          | Knuckles             | Zavok             |
| Boxe                   | Boxe Extra                  | Mario / Sonic / Mii (dans toutes les épreuves) | Bowser               | Donkey Kong          | Knuckles             | Zavok             |

## Voix françaises
Depuis Sonic Generations, le doublage français est régulièrement présent pour les personnages de la série Sonic.   
- Alexandre Gillet : Sonic
- Marie-Eugénie Maréchal : Tails
- Sébastien Desjours : Knuckles
- Naïke Fauveau : Amy
- Claire Morin : Sticks
- Marie Millet : Cream
- Marc Bretonnière : Dr Eggman, Eggman Nega
- Antoine Nouel : Espio
- Benoît DuPac : Shadow
- Marie Lenoir : Rouge
- Hervé Grull : Silver
- Delphine Braillon : Blaze et Omochao
- Philippe Roullier : Vector
- Benjamin Bollen : Jet
- Anouck Hautbois : Wave
- Benjamin Pascal : Cubot
- Tony Marot : Orbot
- Thierry Buisson : Omega
- Benoît Allemane : Zavok
- Gilbert Levy : Zazz

## Accueil

### Critiques
| Publication        | 3DS    | WiiU   | Arcade |
| ------------------ | ------ | ------ | ------ |
| GameFAQs           | 3,42/5 | 3,53/5 | 3,83/5 |
| Gamekult           | 5/10   | 6/10   | —      |
| Jeuxvideos.com     | 13/20  | 12/20  | —      |
| Puissance Nintendo | 13/20  | 10/20  | —      |
| Notes composites   |        |        |        |
| Metacritic         | 60/100 | 65/100 | —      |

### Ventes
|                  | 3DS     | WiiU    |
| ---------------- | ------- | ------- |
| Japon            | 280 000 | 130 000 |
| Amérique de Nord | 100 000 | 100 000 |
| Europe           | 290 000 | 230 000 |
| Autres           | 30 000  | 30 000  |
| Total            | 700 000 | 490 000 |